# Shine On
A Shine On egy 9 cd-ből álló díszdobozos kiadás, ami 1992-ben jelent meg a Pink Floyd 25. évfordulóján. (A 25. évfordulót nem a megalakulásuktól, hanem az első albumuk kiadásától számítjuk.) Az összes CD-t digitálisan újrakeverték.
A következő CD-k találhatók a dobozban:
- A Saucerful of Secrets
- Meddle
- The Dark Side of the Moon
- Wish You Were Here
- Animals
- The Wall (dupla album)
- A Momentary Lapse of Reason
- The Early Singles (bónusz CD, máshol nem jelent meg)

A dobozban egy kemény borítású könyv is található, amely a Pink Floyd karrierjének a történetét mutatja be egészen a kezdetektől (olyan neveket is használ, mint Sigma 6, The Architechtural Abdabs, The Screaming Abdabs, The Abdabs, The Meggadeaths, The Tea Set, The Pink Floyd Sound és Pink Floyd) az 1980-as évek végéig.
A csomagolás lehetővé teszi, hogy az albumok függőlegesen egymás mellett állhasanak, így azok gerincén a The Dark Side of the Moon borítóképe rajzolódik ki. A CD-ken nagyon halványan a „The Big Bong Theory” felirat olvasható. A díszkiadás borítóját Storm Thorgerson tervezte.

## Stáblista
- Roger Waters – Basszusgitár, ének, effektek, borító terv, dalszövegek, producer és tuba.
- David Gilmour – Gitár, Slide gitár, effektek, basszusgitár, ének, dalszövegek, producer és az összes instrumentális rész a Sorrowban.
- Richard Wright – billentyűsök, orgona, zongora, szintetizátor, klarinét, effektek, dalszövegek, producer és ének.
- Nick Mason – Dob, ütős hangszerek, ének, effektek, producer és vokalizálás a One of These Days és a Corporal Clegg című számokban.
- Syd Barrett – Gitár, dalszövegek és ének a Jugband Blues, az Arnold Layne, a See Emily Play, az Apples and Oranges, a Candy and a Currant Bun és a The Scarecrow című dalokban.

közreműködött
- Norman Smith – producer, dob és háttérének a Remember a Day című dalban.
- 8 személy a Salvation Army-ból. (The International Staff Band) – Ray Bowes (kornett), Terry Camsey (kornett), Mac Carter (harsona), Les Condon (basszus), Maurice Cooper (baritonszaxkürt), Ian Hankey (harsona) és George Whittingham (basszus) a Jugband Blues című dalban.
- Clare Torry – ének a The Great Gig in the Sky című dalban.
- Dick Parry – szaxofon a Money, Us and Them és a Shine On You Crazy Diamond című dalban.
- Roy Harper – ének a Have a Cigar című dalban.
- Carlena Williams és Vanetta Fields – háttérének.
- Lesley Duncan, Doris Troy, Barry St. John, Liza Strike – háttérének.
- Islington Green School gyermekkórusa, Noel Davis vezetésével az Another Brick in the Wall (Part 2) című dal kórus részében.
- Jeff Porcaro – dob a Mother című dalban.
- Lee Ritenour – akusztikus gitár a Comfortably Numb című dalban.
- Jon Carin – billentyűs az A Momentary Lapse of Reason című albumon.
- Scott Page – tenorszaxofon a The Dogs of War címűm dalban.
- Tony Levin – basszusgitár az A Momentary Lapse of Reason című albumon.
- Storm Thorgerson – borítótervezés
- Aubrey Powell – borítótervezés
- James Guthrie – újrakeverés, producer, ütős hangszerek a The Happiest Days of Our Lives és az In The Flesh című dalokon, fúrás a Hey You és szintetizátor az Empty Spaces című számokban.
- Doug Sax – újrakeverés
- Alan Parsons – hangmérnök
- Bob Ezrin – Co-producer a The Wall című albumon, zenekari vezető, társszerző a The Trial című számban, billentyűs és zongorista s Nobody Home c. dalban.
- Gerald Scarfe – a The Wall album borítójának tervezése.
- Michael Kamen – zenekari vezető a The Wall c. albumon.
- The New York Orchestra – The Wall
- Patrick Leonard – dalszöveg és szintetizátor
- Joe Boyd – Az Arnold Layne és a Candy and a Currant Bun producere.
- Steve O’Rourke – menedzser.
- Seamus a kutya – vonyítás a Seamus c. dalban.